# Тривун Витасовић
Тривун Трива Витасовић Лебарник (Лаћарак, код Сремске Митровице, 30. јануар 1922 — Срем, новембар 1944) био је учесник Народноослободилачке борбе и народни херој Југославије.

## Биографија
Рођен је 30. јануара 1922. у селу Лаћарак, код Сремске Митровице. Потиче из многобројне сељачке породице. Да би се прехранио, запослио се врло млад у Дрвном комбинату Сремској Митровици, а једно време је радио и као радник на прузи.
Уочи рата, је, као члан читаонице, која је у његовом селу била центар окупљања омладине, дошао у додир с радничким покретом и почетком 1941. постао члан Савеза комунистичке омладине Југославије (СКОЈ). Члан Комунистичке партије Југославије (КПЈ) постао је у току рата 1942. године.
У Априлском рату налазио у групи од двадестдва омладинца - добровољца, који су прешли у Мачву да се боре у одбрани земље. Због расула војске, враћа се у Лаћарак, где га заједно са још осамнаест мештана, 18. априла 1941. године, хапсе најпре усташе, а затим и Немци, и из Војводине их протерују у Србију.
После почетка устанка у Мачви, заједно са још тридесетдва Лаћарца ступа, 10. августа 1941. године у Мачвански партизански одред. После Прве непријатељске офанзиве и трагичне судбине Мачванског одреда, са преживелим Лаћарцима враћа се у родно место. Ту се прикључује сеоској скојевској организацији. Поново је, од стране усташа, ухапшен, али је после три дана пуштен. После изласка из затвора, до маја 1942. године налазио се у илегалности.
Маја 1942. ступио је у Четврту чету Фрушкогорског партизанског одреда, а 4. новембра 1942. постао је члан диверзантске групе која је изводила акције на целој територији Срема. Почетком 1943. постављен је за командира диверзантске чете која је радила диверзије на железничкој прузи од Земуна до Руме. Новембра 1943. постао је командир Друге чете Диверзантског батаљона који је био под непосредним руководством Главног штаба НОВ и ПО Војводине.
За време Сремског фронта, његовој диверзантској чети се изгубио сваки траг. Претпоставља се да су почетком новембра 1944. наишли на минско поље и изгинули.
За време Народноослободилачке борбе погинула су два Тривунова брата — Ранко и Стево (стрељан у Јасеновцу) и његова две године млађа сестра Радинка звана „Лепињица“ (борац Треће војвођанске ударне бригаде, умрла од тешких рана августа 1943. и сахрањена на Широком долу на Фрушкој гори). Основна школа у његовом родном селу, Лаћарку носи његово име.
Указом председника ФНР Југославије Јосипа Броза Тита 26. септембра 1953. проглашен је за народног хероја Југославије.

## Галерија
- Гроб Радинке Витасовић на Широком долу на Фрушкој гори
- Споменик НОБ у Лаћарку
- Орден народног хероја